# Talbrücke Almonte
Die Talbrücke Almonte (spanisch Puente Arcos de Almonte) ist eine Autobahnbrücke im Zuge der spanischen A-66 – Autovía Ruta de la Plata.

## Lage
Das Bauwerk steht in der Nähe von Cáceres, Extremadura und überbrückt den Río Almonte bzw. den Arm des Alcántara-Stausees, in dem der Fluss aufgegangen ist. Die Talbrücke Alconétar der A-66 über den Tajo-Arm des Stausees steht 12 km weiter nördlich.

## Beschreibung
Die Puente Arcos de Almonte besteht aus zwei parallelen, 432 m bzw. 388 m langen  Betonbogenbrücken mit obenliegender Fahrbahn und einer Stützweite von 184 m. Jede der Brücken hat zwei Fahrstreifen und auf beiden Seiten einen Sicherheitsstreifen, der auch für das Wartungspersonal vorgesehen ist. Gehwege sind nicht vorhanden. Die Brücken sind breit genug für eine spätere Umwandlung auf dreispurigen Verkehr. Die Autobahn quert den Stausee, wenn er voll ist, in rund 47 m Höhe.
Die Brücken sind 13,5 m breit und stehen in etwa 6,5 m Abstand voneinander. Die Fahrbahnträger sind aus Spannbeton, die Bögen, die Stützen auf den Bögen und die Pfeiler sind aus Stahlbeton. Letztere haben einen einheitlichen Pfeilerachsabstand von 22 m, lediglich an den beiden Enden der Brücke beträgt er 18 m.

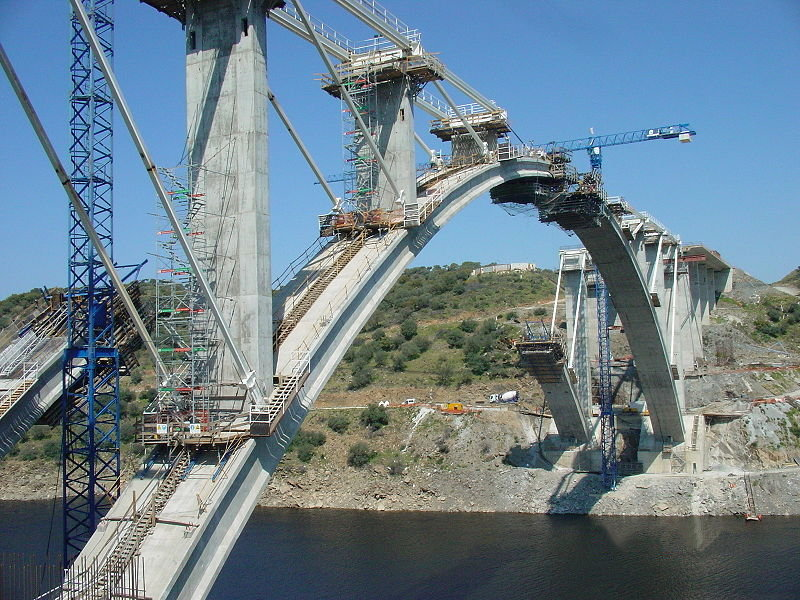
Talbrücke Almonte im Bau

Die Bögen bestehen jeweils aus einem 6,6 m breiten einzelligen Hohlkasten, dessen Konstruktionshöhe von 3,0 m an den Kämpferfundamenten abnimmt auf 1,8 m am Scheitel. Beide Bögen haben eine Stützweite von 184 m und eine Pfeilhöhe von 42 m.
Die Bögen wurden im Freivorbau errichtet. Die Abspannung erfolgte vom Fuß der beiden vorletzten Pfeiler über den Kopf des am Ufer stehenden Pfeilers. Mit dem Vorschub des Vorbauwagens wurden eine Abspannung zur jeweils nächsten Stütze auf dem Bogen angefügt, wobei die Stützen durch horizontale Abspannungen mit der anfänglichen Rückverankerung an den Pfeilerfüßen verbunden waren. Nach dem Bogenschluss wurde der Fahrbahnträger von beiden Seiten aus mit einer Vorschubrüstung betoniert.
Südwestlich der Brücke steht ein vereinfachtes Beispiel eines Pfeilers mit einem abgespannten Teil des Bogens neben der Autobahn.
Die Brücke wurde von dem Ingenieurbüro Siegrist y Moreno entworfen und von Acciona Infraestructuras ausgeführt. Sie wurde 2005 fertiggestellt.